# Осада Пондишерри (1760)
Осада Пондишерри (фр. Siège de Pondichéry) — осада британскими войсками французских войск в Пондишерри во время Семилетней войны. Длилась с 4 сентября 1760 года по 15 января 1761 года.
В конце 1759 года французский флот покинул индийское побережье, а 22 января 1760 года английский генерал Эр Кут разбил французов в битве при Вандиваше. Французский генерал граф де Лалли с остатками войска заперся в стенах Пондишерри. Столица Французской Индии была блокирована англичанами с моря и суши. Уже в первые недели осады начался голод. Генерал фактически узаконил произвол и грабежи, у индийцев отбирались всё продовольствие и скот. Многие мирные жители были убиты в перестрелке между войсками, когда Лалли попытался выгнать их за пределы городских укреплений. Вылазки заканчивались безрезультатно, так как об их подготовке становилось известно англичанам. Попытка усилить осаждённый гарнизон за счёт чиновников и купцов Ост-Компании в связи с их бунтом закончилась провалом. Все попытки выторговать на переговорах у англичан какие-либо уступки не привели ни к чему.
В январе 1761 года Пондишерри был сдан англичанам, после чего его сравняли с землёй, пытаясь уничтожить всякий след французского владычества в Индии. Капитуляция города стала завершением индийской кампании семилетней войны.